# لويس جان بولس (عسكري بريطاني)
اللفتنانت الجنرال السير لويس جان بولس (23 نوفمبر 1867 - 13 سبتمبر 1930) جنرال في الجيش البريطاني، شغل منصب رئيس أركان جيش إدموند ألنبي الثالث على الجبهة الغربية وحملات سيناء وفلسطين في الحرب العالمية الأولى. محافظ برمودا. وُلِد بولس في كيب تاون وتلقى تعليمه في كلية لانسينج في إنجلترا ومدرسة بيشوبز كوليدج في كندا. توفي بولس في عامه 63 في 13 سبتمبر 1930 في دار لرعاية المسنين في مدينة باث، سومرست.

## العمل العسكري
تم تكليفه كملازم ثان في فوج ديفونشاير في 5 فبراير 1887، وتمت ترقيته إلى رتبة ملازم في 22 سبتمبر 1889. في 1891-92 خدم في بورما، بما في ذلك العمليات في تلال كاشين. عام 1895 خدم مع قوة الإغاثة شيترال تحت قيادة السير روبرت لو كمساعد ومدير التموين في المستودع العسكري البريطاني. تمت ترقيته إلى رتبة نقيب في 18 يناير 1897، وعمل مساعدًا للكتيبة الثانية في كتيبته اعتبارًا من 17 فبراير 1899.
بعد اندلاع حرب البوير الثانية في أواخر عام 1899، تم إرسال كتيبته إلى جنوب إفريقيا، حيث خدم كمساعد للكتيبة طوال الحرب. كان حاضراً في معارك كولينسو (15 ديسمبر 1899)، فال كرانتس (5-7 فبراير 1900)، مرتفعات توجيلا وتل بيتر (14-27 فبراير 1900) وإغاثة ليديسميث (1 مارس 1900)، وبعد ذلك في عمليات في ترانسفال ومستعمرة نهر أورانج.
لخدماته في الحرب، ورد ذكره مرتين في الإرساليات، وحصل على وسام الملكة في جنوب إفريقيا وعُين رفيق وسام الخدمة المتميز (DSO). بعد إعلان السلام في مايو 1902، غادر بولس جنوب إفريقيا على متن سفينة SS Bavarian ووصل إلى المملكة المتحدة في الشهر التالي. تولى قيادة فوج دورستشاير في عام 1914 في بداية الحرب العالمية الأولى.
في معركة إبرس الثانية عام 1915، تولى بولس قيادة اللواء 84 (المشاة). في وقت لاحق من ذلك العام، تم إلحاقه بمقر قيادة الجيش الثالث، كرئيس أركان الجنرال السير إدموند ألنبي، وخدم في الصفة الأخيرة، في كل من الجبهة الغربية في عام 1916، و1917-1918 في فلسطين.
من كانون الثاني (يناير) إلى حزيران (يونيو) 1920، شغل منصب الرئيس الإداري لفلسطين، ووقع على السلطة إلى هربرت صموئيل، أول مفوض سام بريطاني لفلسطين، الذي أكد في وثيقة كثيرا ما يتم الاستشهاد بها:
«وردت من اللواء السير لويس ج. بولس KCB - فلسطين واحدة كاملة».

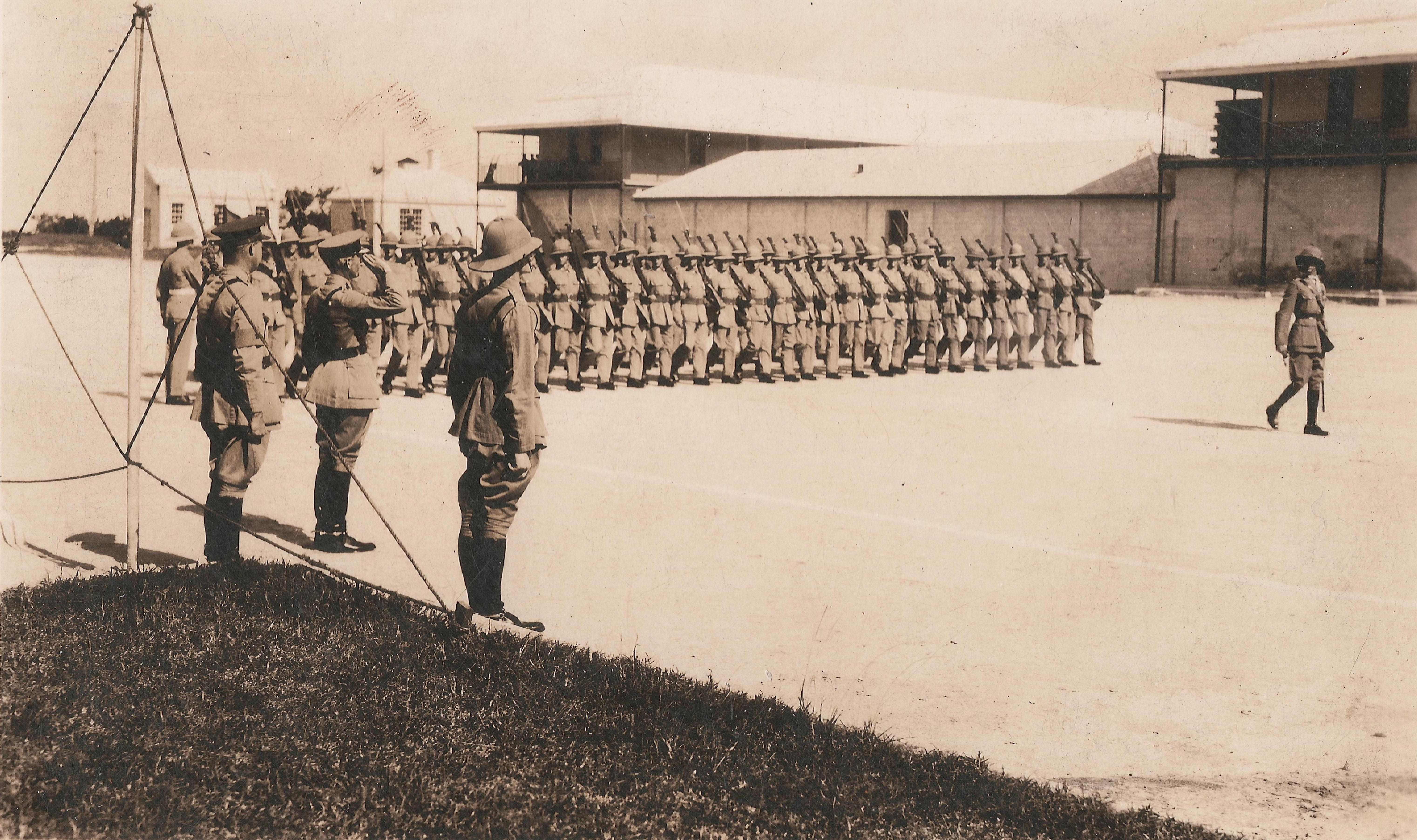
حاكم برمودا الفريق السير لويس بولس يحيي في معسكر بروسبكت في عام 1930

ذهب بولس ليصبح ضابطًا عامًا قائد فرقة المشاة 43 (ويسيكس) في سبتمبر 1920. من عام 1927 حتى وفاته كان حاكم برمودا والقائد العام لحامية برمودا. كما شغل منصب عقيد في فوج ديفونشاير من عام 1921 حتى وفاته.

## الحياة الشخصية
تزوج أوغستا بلانش ستريكلاند في 14 أكتوبر 1897. نتج عن الزواج ولدين، اللواء إريك بولس، والميجور. كينيث بولس (قتل في معركة بإيطاليا في الحرب العالمية الثانية).

## امنظر أيضا
- إدارة أراضي العدو المحتلة

## الروابط الخارجية
- لويس جان بولس السيرة الذاتية في firstworldwar.com
- بولس، ل[وصلة مكسورة]  في موقع angloboerwar.com